# Свети Атанасије (Кавала)
Света Атанасије (грч. Άγιος Αθανάσιος, Ајос Атанасиос) је приморско насељено место у  општини Кушница у периферији Источна Македонија и Тракија, Грчка. Према попису из 2021. године било је 8 становника.
Насеље се први пут помиње на попису из 1981. године са три становника.